# Sufflør
Sufflør (fr. souffler hviske), er en person der sufflerer, det vil sige giver hviskende stikord og replikker, som hjælp, til skuespillere, musikere etc. under teateropvisninger, skuespil, koncerter, operaer og lignende.
Suffløren er skjult for publikum og er anbragt i en sufflørkasse, som er placeret på forkanten af aktuelle scene. Kassen er lukket ud mod publikum og åben mod de agerende.